# سیارک ۲۷۲۰۸
سیارک ۲۷۲۰۸ (به انگلیسی: 27208 Jennyliu، نامگذاری:1999CF104)۲۷۲۰۸مین سیارک کشف شده‌است که در ۱۲ فوریه ۱۹۹۹ کشف شد.